# Frankenturm (Warburg)

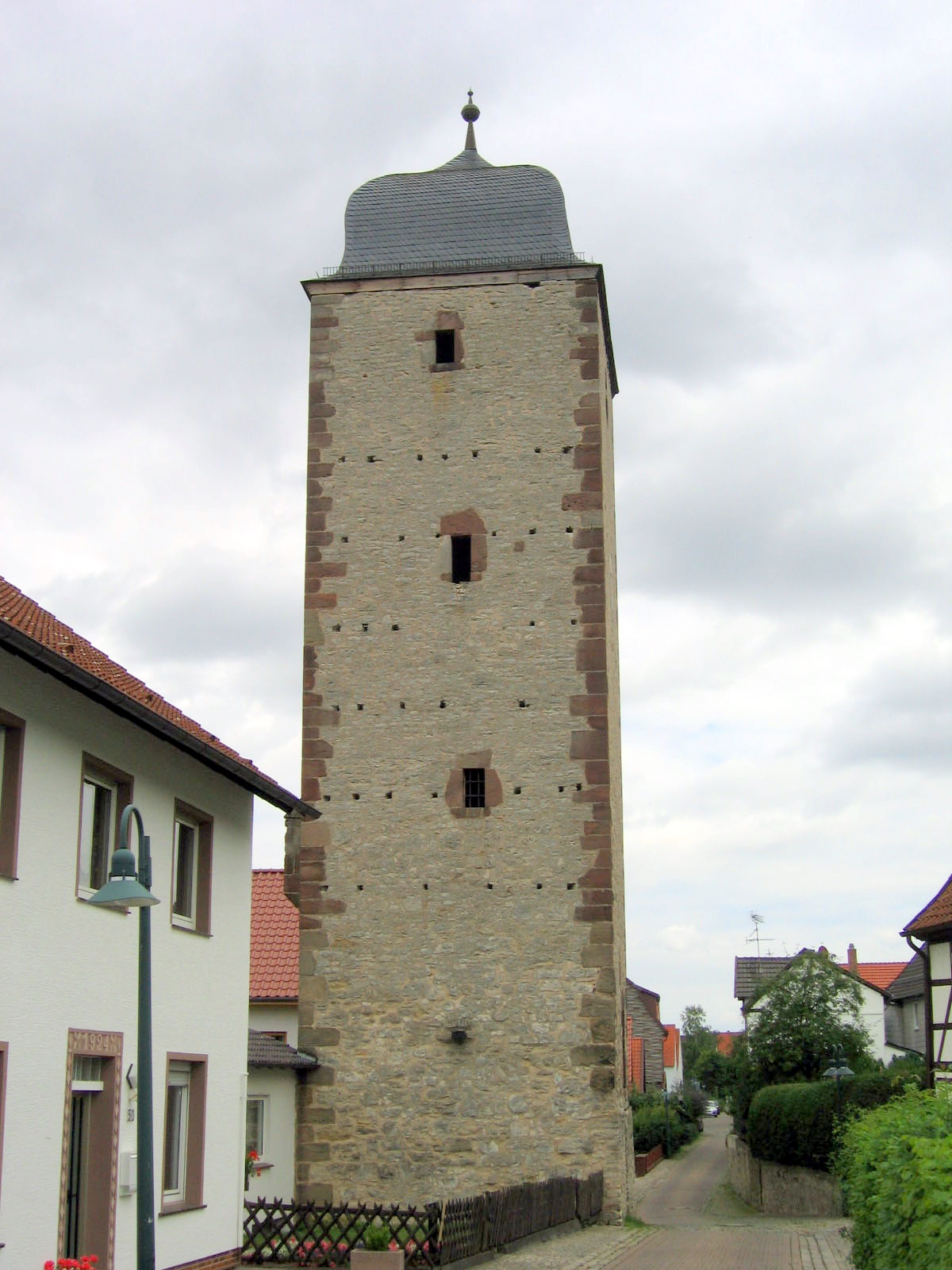
Frankenturm

Der sogenannte Frankenturm ist Teil der um 1226 erstmals erwähnten mittelalterlichen Stadtbefestigung der Neustadt der ostwestfälischen Stadt Warburg. 
Der noch bestehende Stadtturm liegt an der geradlinig verlaufenden, inneren nördlichen Stadtmauer und diente ihrer Sicherung. Er hat einen quadratischen Grundriss und wurde wahrscheinlich im 14. Jahrhundert errichtet. Seine innere Erschließung erfolgte durch hochgelegene Zugänge direkt vom inzwischen beseitigten Wehrgang auf der früher etwa 6 m hohen Stadtmauer. An der Nordseite hat er einen steinernen Erker. 
Die geschweifte Haube stammt aus dem 17. Jahrhundert. 